# Il mostro di Londra
Il mostro di Londra (The Two Faces of Dr. Jekyll) è un film del 1960 diretto da Terence Fisher.
Ennesimo adattamento del romanzo Lo strano caso del dottor Jekyll e del signor Hyde di Robert Louis Stevenson, rimarchevole nel fatto che un vecchio e misantropo Jekyll si trasforma in un attraente e giovane Mr. Hyde.

## Trama
La storia si basa sulla classica trasformazione da dottor Jekyll in Mr. Hyde, anche se la versione alternativa appare molto attraente, rimane fredda e crudele. La storia finisce con diversi omicidi, fra cui quello della moglie e del suo amante e dello stesso Jekyll commettendo suicidio.

## Distribuzione
Distribuito dalla Columbia Pictures nel resto del mondo, il film uscì nel Regno Unito il 24 ottobre 1960.
Date di uscita
- Regno Unito: 24 ottobre 1960
- Danimarca: 4 gennaio 1961
- Stati Uniti d'America: 3 maggio 1961
- Messico: 4 maggio 1961
- Giappone: 22 luglio 1961
- Svezia: 21 agosto 1961
- Francia: 25 gennaio 1969

Titoli internazionali
- Dr. Jekylls to ansigter - Danimarca
- House of Fright - Stati Uniti d'America (titolo alternativo)
- Las dos caras del Dr. Jekyll - Messico
- Jikiru hakase no futatsu no kao - Giappone
- Dr Jekylls 2 ansikten - Svezia
- Les deux visages du Dr Jekyll - Francia
- Schlag 12 in London - Austria
- Schlag 12 in London - Germania
- Il mostro di Londra - Italia

### Home Video
Il film è stato distribuito su DVD dalla Sony Pictures Entertainment, contenente il trailer e un fascicolo scritto da Marcus Hearn come contenuti extra.
In Italia il film uscì nel 2009, insieme al film Il mistero della mummia, in un cofanetto editato dalla Sony Pictures Entertainment ed intitolato "Hammer Films - Volume 1".